# スケッチ・コメディー
スケッチコメディー（Sketch comedy）は、「スケッチ」と呼ばれる一連の短いシーンまたはビネットで構成されるコメディーで、通常は1〜10分の長さ。舞台上で、またはラジオやテレビなどのオーディオまたはビジュアルメディアを介して、コミック俳優またはコメディアンのグループによって実行される。多くの場合、スケッチは最初に俳優によって即興で作成され、これらの即興セッションの結果に基づいてスケッチされる。ただし、そのような即興は必ずしもスケッチコメディーに関係しているわけではない。